# Le Funambule
Pour les articles homonymes, voir Funambule (homonymie).
Pour plus de détails, voir Fiche technique et Distribution.
Le Funambule (Man on Wire) est un film documentaire réalisé par James Marsh en 2008. Le film retrace l'histoire de la traversée sur un câble d'acier par le funambule français Philippe Petit, à New York, entre les deux tours du World Trade Center, en août 1974.
Basé sur le livre de Philippe Petit To Reach the Clouds, le film est monté comme un thriller, présentant des scènes de la préparation de la traversée, des scènes rejouées (dont des scènes de Petit, lorsqu'il était enfant, joué par Paul McGill) et des interviews de participants de l'événement, à l'époque.
Le film a reçu, en 2009, le grand prix du documentaire au Festival de Sundance ainsi que l'Oscar du meilleur film documentaire et le BAFTA du meilleur film britannique.

## Fiche technique
- Titre : Le Funambule
- Titre original : Man on Wire
- Réalisation : James Marsh
- Scénario : Philippe Petit d'après son autobiographie To Reach the Clouds
- Production : Simon Chinn
- Photographie : Igor Martinovic
- Montage : Jinx Godfrey
- Musique : Michael Nyman et J. Ralph
- Pays d'origine :  Royaume-Uni
 États-Unis
- Dates de sortie :
  -  22 janvier 2008 (Festival de Sundance)
  -  1er août 2008
- Durée : 90 minutes

## Distribution
- Philippe Petit
- Jean-François Heckel
- Annie Allix
- Mark Lewis
- Jean-Louis Blondeau
- David Forman
- Alan Welner
- Paul McGill : Philippe Petit (dans les reconstitutions)

## Réception
Le Funambule a reçu des critiques extrêmement positives : l’agrégateur de critiques Rotten Tomatoes affiche un score de 100 % basé sur plus de 150 critiques, en faisant le film le mieux noté du site.

## Distinctions
- Oscar du meilleur film documentaire
- British Academy Film Award du meilleur film britannique
- British Independent Film Award du meilleur film documentaire britannique
- Independent Spirit Award du meilleur film documentaire
- Satellite Award du meilleur documentaire
- World Cinema Audience Award: Documentary au Festival du film de Sundance